# British Light Steel Pressings
British Light Steel Pressings Ltd est une société créée en 1930 dans Warple Way, Acton, Londres, produisant des carrosseries pour l'industrie automobile ; la société ferme en 1966.

## Histoire
British Light Steel Pressings Ltd (BLSP) est créée en 1930. Durant ses premières années, elle fait des pressages à des fins diverses. En 1937, elle est reprise par le Groupe Rootes pour presser les carrosseries des voitures Sunbeam.
Après la Seconde Guerre mondiale, malgré le transfert de la production de Sunbeam-Talbot de l'ancienne usine Talbot londonienne vers une nouvelle, financée par le plan gouvernemental des Usines Britanniques de l'Ombre, sur le site de Ryton, BLSP continue la production. En 1948, par exemple, les Sunbeam-Talbot 80 et 90 étaient disponibles avec une carrosserie berline de chez BLSP ou en version drophead coupé (décapotable) réalisée par une autre filiale Rootes, Thrupp & Maberly.
Au milieu des années 1950, les carrosseries produites comprennent les Sunbeam Mk III berline et cabriolet, la Sunbeam Alpine (1953-55) et, par la suite, les Humber Hawk, Humber Snipe et Impérial en version berline et break. BLSP Ltd mène parallèlement, avec succè,s un programme d'apprentissage couvrant à la fois l'ingénierie et le commerce.
Dans les années 1960, BLSP possède certaines des plus grandes presses de Grande-Bretagne et, en plus des carrosseries, produit une large gamme de composants de voitures et de véhicules commerciaux pour le Groupe Rootes, parmi lesquels les suspensions, les réservoirs d'essence et de nombreuses autres petites pièces. Le groupe Rootes comprend alors Humber, Hillman, Sunbeam-Talbot, Singer, Commer et Karrier.
Cependant, à partir de la fin des années 1950, la société souffre de l'agitation ouvrière, citée comme étant la racine des problèmes conduisant à la prise de contrôle de Rootes par Chrysler. La première grève (Grève de la lune de miel) de 1 500 travailleurs commence quand deux travailleurs de nuit demandent à être transférés à un poste de jour. Une série de 82 grèves sauvages en 1961
```
causent la perte de plus de 
27 000
 heures de travail à l'usine BLSP, entraînant la perte de 
17 000
 heures de travail dans d'autres usines Rootes. Finalement, une grève conduit à un ultimatum adressé aux mille travailleurs, les sommant de retourner au travail ou d'être licenciés. Une campagne de recrutement lancée pour remplacer les grévistes se révèle inutile, 
8 000
 travailleurs d'autres usines étant également en grève
[
5
]
.
```

Rootes annonce son intention de fermer l'usine en juillet 1966 ; à cette époque, elle produisait des véhicules commerciaux, des taxis et des carrosseries de camions.